# Sicyonia wheeleri
Sicyonia wheeleri är en kräftdjursart som beskrevs av Gurney 1934. Sicyonia wheeleri ingår i släktet Sicyonia och familjen Sicyoniidae. Inga underarter finns listade i Catalogue of Life.